# Acido desossicolico
L'acido desossicolico è uno steroide, e più precisamente un acido biliare; viene secreto, assieme agli altri acidi biliari, dal fegato, a seguito del consueto processo di ossidazione del colesterolo. In particolare è un acido biliare secondario, ovvero prodotto del metabolismo del microbiota intestinale. I due principali acidi biliari secreti dal fegato sono l'acido colico e l'acido chenodesossicolico. I batteri metabolizzano l'acido chenodesossicolico nell'acido biliare secondario acido litocolico mentre l'acido colico è trasformato in desossicolico. Esistono poi altri acidi biliari secondari, come l'ursodesossicolico. L'acido desossicolico è solubile in alcool e acido acetico. Quando puro si presenta in cristalli bianchi o quasi bianchi.

## Applicazioni
L'acido desossicolico è stato usato sin dalla sua scoperta in diversi campi della medicina. Nel corpo umano l'acido desossicolico è usato come emulsionante dei lipidi per favorirne l'assorbimento intestinale. In alcuni paesi, tra cui la Svizzera, è autorizzato come emulsionante per l'industria alimentare ma il suo impiego è raro. Fuori dal corpo è usato sperimentalmente come colagogo e per prevenire e dissolvere i calcoli biliari.
Il desossicolato di sodio, il sale sodico dell'acido desossicolico, è usato frequentemente nella Intralipoterapia, in associazione con la fosfatidilcolina. Per la riduzione dei tessuti adiposi sottocutanei l'iniezione di una soluzione 10mg/ml di acido desossicolico è autorizzata dalla FDA Usa per migliorare l'aspetto della convessità o della pienezza, da moderata a grave, associata al grasso sottomentoniero (ad esempio, doppio mento) negli adulti.
Nella ricerca, l'acido desossicolico è usato anche come detergente non aggressivo per isolare proteine transmembrana. La Concentrazione micellare critica (CMC) per l'acido desossicolico è di circa 2,4-4mM.
Viene inoltre spesso usato come detergente biologico per ottenere lisati di cellule e solubilizzare componenti cellulari e membrane.
I desossicolati e i derivati degli acidi biliari in generale sono oggetto di studi per ottenere strutture nanotecnologiche. Hanno trovato applicazione anche nella microlitografia come componenti fotoresistenti.